# Petr Kostecký
Petr Kostecký (* 7. ledna 1967) je bývalý český fotbalista.

## Fotbalová kariéra
V československé lize hrál za ASVS Dukla Praha. Nastoupil ve 26 ligových utkáních a dal 1 gól. Ve druhé lize hrál za TJ Auto Škoda Mladá Boleslav. V Poháru UEFA nastoupil v 1 utkání.

## Ligová bilance
| Ročník                                   | Zápasy | Góly | Klub                         |
| ---------------------------------------- | ------ | ---- | ---------------------------- |
| Česká národní fotbalová liga 1982/83     | 1      | 0    | TJ Auto Škoda Mladá Boleslav |
| Česká národní fotbalová liga 1983/84     | 8      | 0    | TJ Auto Škoda Mladá Boleslav |
| Česká národní fotbalová liga 1984/85     | 6      | 0    | TJ Auto Škoda Mladá Boleslav |
| Česká národní fotbalová liga 1985/86     | 27     | 0    | TJ Auto Škoda Mladá Boleslav |
| 1. československá fotbalová liga 1986/87 | 5      | 0    | ASVS Dukla Praha             |
| 1. československá fotbalová liga 1987/88 | 17     | 1    | ASVS Dukla Praha             |
| 1. československá fotbalová liga 1988/89 | 4      | 0    | ASVS Dukla Praha             |
| CELKEM                                   | 26     | 1    |                              |